# Witalis Peak
Il Witalis Peak, (in lingua inglese: Picco Witalis), è un picco roccioso antartico, alto 760 m, situato nella parte nordorientale del Collins Ridge, alla confluenza tra il Ghiacciaio Bowman e il Ghiacciaio Amundsen, nei Monti della Regina Maud, in Antartide. 
Il picco è stato scoperto e mappato dalla prima spedizione antartica (1928-30) dell'esploratore polare statunitense Byrd.
La denominazione è stata assegnata dall'Advisory Committee on Antarctic Names (US-ACAN) in onore di Ronald E. Witalis, meteorologo presso la Base Amundsen-Scott durante l'inverno 1961.